# Prostomis novacaledonica
Prostomis novacaledonica is een keversoort uit de familie Prostomidae. De wetenschappelijke naam van de soort is voor het eerst geldig gepubliceerd in 1994 door Schawaller.